# Saint-Esprit
Pour les articles homonymes, voir Saint-Esprit (homonymie).
« Esprit-Saint » redirige ici. Pour la municipalité canadienne, voir Esprit-Saint (Québec).

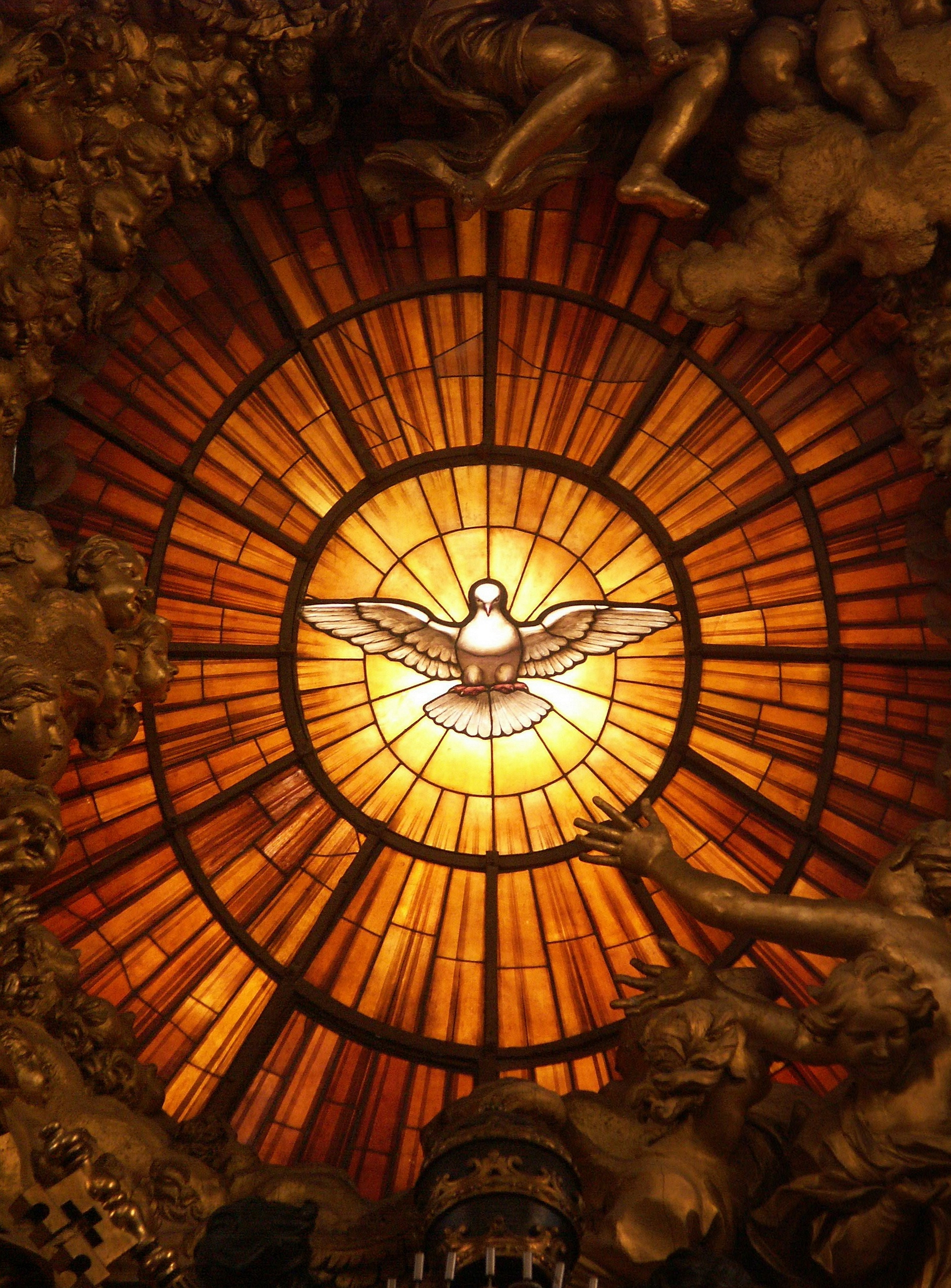
Le Saint-Esprit sous la forme d'une colombe, basilique Saint-Pierre.

Le Saint-Esprit, ou Esprit saint, ou encore Esprit, est dans plusieurs religions un aspect ou un agent de Dieu qui communique avec les humains ou agit sur eux.
Dans le judaïsme, la Ruah, ou « Souffle » de Dieu, intervient dès le premier chapitre de la Genèse, lors de la création du monde. La Ruah continue à se manifester dans l'ensemble de la Bible hébraïque.
Dans le Nouveau Testament, écrit en grec de la koinè, le mot utilisé est pneuma (πνεῦμα), qui signifie « souffle » et correspond à l’hébreu ruah ; mais on trouve aussi, selon le contexte, le mot « Paraclet » (Παράκλητος, Paraklêtos). Pour le christianisme, le souffle divin, ou Saint-Esprit (Spiritus sanctus en latin), est l'une des trois personnes de la Trinité, ainsi que le symbole de Nicée-Constantinople l'a formulé au IVe siècle. Il est fêté lors de la Pentecôte.
L'Esprit saint apparaît également dans les écrits pré-islamiques et dans le Coran (en arabe : Ruh).

## Judaïsme
La Bible hébraïque mentionne à plusieurs reprises la רוח הקודש (Ruah ha-Qodesh), qui est le Souffle/Esprit de YHWH (רוח יהוה), en particulier dans le Livre de la Genèse. La Ruah est associée à la Shekhina, (שכינה), qui est la présence de Dieu.

## Christianisme

### Approche théologique
Si l'Esprit saint est désigné nommément à de multiples reprises dans la Bible, aucun passage n'en donne de définition. Cette imprécision est à l'origine d'une série de controverses théologiques principalement réparties en trois périodes : le IVe siècle, qui a vu l'élaboration du Symbole de Nicée-Constantinople, les différends entre l'Orient et l'Occident qui aboutissent au grand schisme du XIe siècle et enfin les questions doctrinales soulevées par la Réforme protestante au XVIe siècle.
Pour Rudolf Bultmann, il existe deux conceptions de l'Esprit : « animiste » et « dynamique ». Dans la perspective animiste, il est « un agent indépendant, une puissance personnelle qui […] peut tomber sur un homme et en prendre possession », tandis que dans la pensée dynamique il « apparaît comme une puissance impersonnelle qui remplit un homme comme un fluide ». Ces deux conceptions apparaissent dans la Bible hébraïque et chrétienne, mais l'animisme est plus typique du Premier Testament tandis que le dynamisme est plus courant dans le Nouveau Testament. Cette distinction coïncide avec la définition de l'Esprit en tant que don temporaire ou permanent. Dans le Premier Testament et la pensée juive, il est principalement temporaire, en fonction d'une situation ou d'une tâche spécifique, alors que dans la théologie chrétienne ce don réside chez l'homme en permanence.
Alors que le Christ, Fils de Dieu, est engendré, le Saint-Esprit « structure le présent de ses dons et travaille à l’intime du croyant, lui donnant d’accéder à lui-même, devant Dieu », écrit Pierre Gisel. L’Esprit est en l’homme une force agissante qui lui donne, à la mesure de l’accueil que celui-ci lui réserve, d’accomplir filialement la volonté de Dieu.
L'Esprit saint est appelé par Jésus « Paraclet » dans le discours de la Cène (Jn 14,16.26 ; 15,26 ; 16,7), littéralement « celui qui est appelé au secours », que l'on traduit par Consolateur ou Défenseur. Jésus appelle l'Esprit saint « Esprit de vérité » (Jn 16,13).

### Une des trois personnes de la Trinité

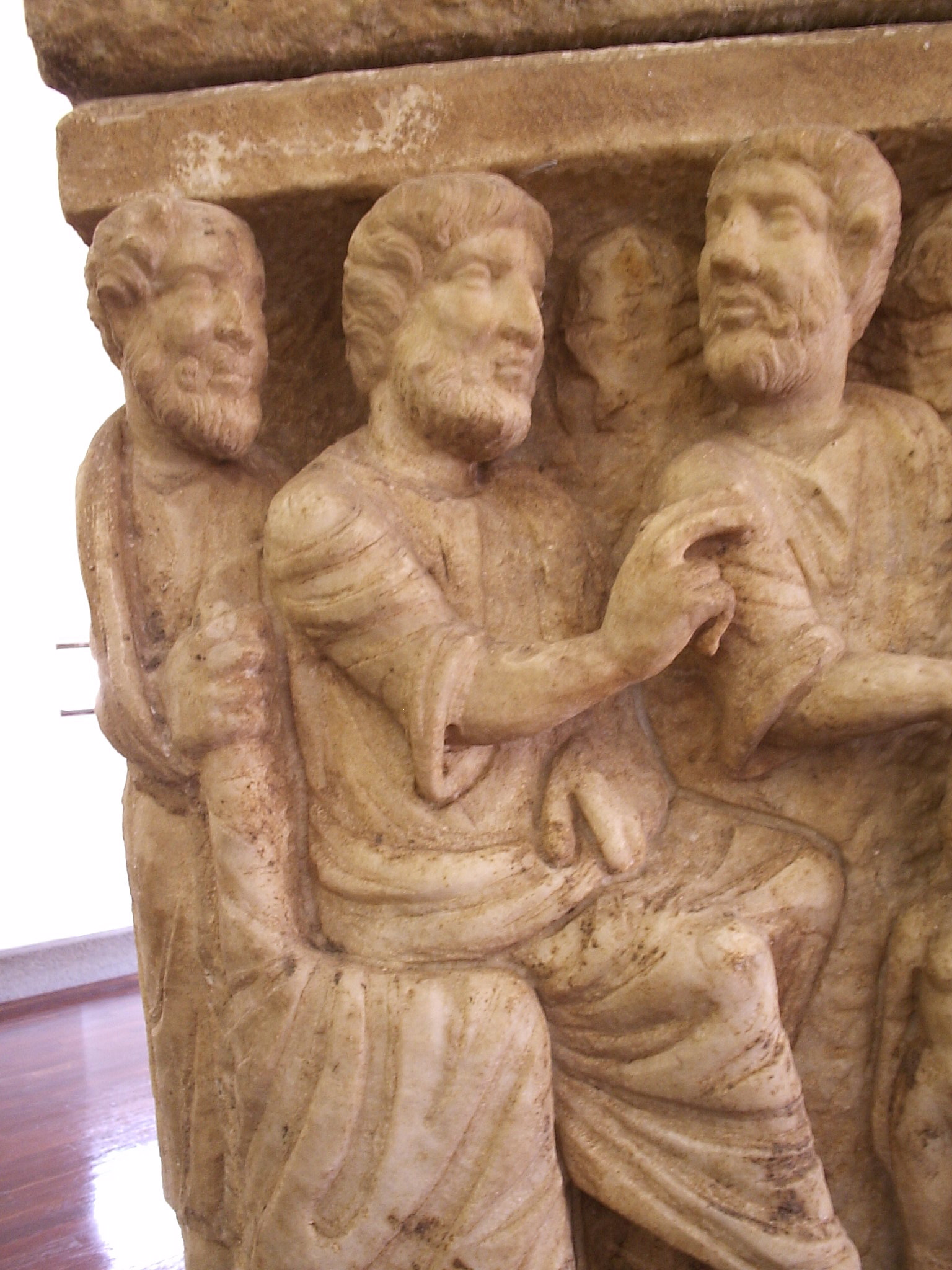
La plus ancienne représentation de la Trinité : le Sarcophage dogmatique (détail), v. 320-350. Musées du Vatican, Rome. Le Père, le Fils et l'Esprit apparaissent sous les traits de trois personnages identiques.

#### L'Esprit dans le Premier Testament
Le christianisme primitif a interprété à la lumière du Nouveau Testament les passages du Premier Testament relatifs à l'Esprit de Dieu, qui est désigné par le mot Ruah. Il est dit dans le Livre de la Genèse : « L'Esprit planait au-dessus des eaux » (1, 2). L'Esprit de Dieu est descendu sur les chefs et les rois (I Samuel 10, 1 et 16, 3), puis sur les prophètes (Isaîe 11, 2, Ézéchiel 36, 26-27 et 37, 1-14) et enfin sur l'ensemble du peuple élu (Joël 3, 1). Ézéchiel annonce que l'Esprit de Dieu renouvellera les hommes par une aspersion d'eau pure. Enfin l'Esprit est identifié à la Sagesse (Sagesse 7, 22).

#### Bases scripturaires
Le Nouveau Testament insiste sur l’omniprésence de l'Esprit saint dans la vie terrestre de Jésus, en particulier lors de sa conception et de son baptême. En outre, l'ordre de Jésus à ses apôtres « Allez, de toutes les nations faites des disciples, les baptisant au nom du Père et du Fils et du Saint-Esprit » (Matthieu 28, 18-19) sert de fondement théologique aux discussions sur la nature de l'Esprit. Les autres éléments fondateurs sont la conviction que les Écritures sont inspirées par l'Esprit, ensuite la foi en la présence de l'Esprit dans le cœur des fidèles et enfin la foi en la présence active du Saint-Esprit dans l’Église.

#### Chrétiens des premiers siècles
Ignace d'Antioche (35-110) souligne la présence de l'Esprit saint dans les Églises auxquelles il s'adresse. Justin de Naplouse (mort en 165) place l'Esprit en troisième position, derrière Le Père et le Fils. Tatien (120-173) appelle l'Esprit « le serviteur de Dieu qui a souffert ». Théophile d'Antioche (mort en 183) qui fut le premier à introduire dans le monde oriental le terme grec trias pour parler du Père, du Fils et de l'Esprit, définit l'Esprit comme l'effluve du Père, le plaçant en intermédiaire entre le Père et le Fils, et l'identifie à la Sagesse du Premier Testament. Tertullien (150-220) qui fut le premier à utiliser dans le monde latin le terme trinitas, qualifie l'Esprit de « troisième nom de la divinité », c'est-à-dire le « troisième par rapport à Dieu le Père et Dieu le Fils », la « Force vicaire du Christ » et l'unique témoin de l'unicité de Dieu. Pour Hippolyte (170-235), l'Esprit est dans tout, et c'est en lui que l'on croit au Fils. Origène (185-253) envisage le Dieu unique comme trois cercles concentriques, le plus large représentant le Père qui est inengendré, l'intermédiaire représentant le Fils ou Logos, et le plus petit l'Esprit, chacun des trois étant une personne divine. Origène, enseignant que le Père est supérieur au Fils, lequel est supérieur à l'Esprit, a été pour cette raison taxé de subordinatianisme et accusé de compromettre le monothéisme.

#### De Nicée I à Constantinople
Le credo du premier concile de Nicée (325) se limite à affirmer la croyance en « l'Esprit saint ». Or, pendant la période qui suit le concile, tout un courant se réclamant de l'arianisme pneumatomaque nie la divinité de l'Esprit, incompatible avec le monothéisme, et définit l'Esprit comme le résultat d'une création. Athanase (296-373), qui est le premier à combattre ce courant de pensée, interprète l'Esprit comme étant consubstantiel au Père et au Fils, et correspondant à un mouvement de circumcession au sein de la trinité divine. Basile de Césarée (329-379) dans son Traité du Saint-Esprit de 375, refuse de voir dans l'Esprit une créature et le place au même rang que le Père et le Fils. Son ami Grégoire de Nazianze (329-390) affirme l'identité de substance des trois Personnes, approfondit la périchorèse intratrinitaire et enseigne que la spécificité de l'Esprit réside en ce qu'il procède du Père. Enfin l'un des frères de Basile, Grégoire de Nysse (335-395), insiste sur la distinction des trois personnes et sur leur unité de substance. Il professe qu'il faut adresser à l'Esprit la même adoration qu'au Père et au Fils.
Le premier concile de Constantinople (381) prolonge ce credo par la foi « en l'Esprit saint qui est Seigneur et donne la vie, qui procède du Père, qui est également adoré et glorifié avec le Père et le Fils, et qui a parlé par les prophètes ».

#### Après le concile de Constantinople
Sous Damase, un synode réuni à Rome en 382 précise à propos de l'Esprit saint qu'il est Esprit septiforme, de sagesse, d'intelligence, de Conseil, de force, de Science, de Vérité, et de crainte de Dieu. En tant que l'Esprit se donne aux hommes, ses qualités sont connues comme les sept dons du Saint-Esprit.
Depuis le premier concile de Constantinople, l'Esprit est reconnu comme la troisième hypostase (ou « personne ») de la Trinité. Il est distinct du Père et du Fils (Jésus-Christ), mais consubstantiel à eux, c'est-à-dire partageant la même essence.
L'œuvre principale du Saint-Esprit est d'inspirer aussi bien les prophètes du Premier Testament que les rédacteurs de la Bible tout entière. Il communique la paix et l'amour de Dieu au genre humain,,.
« L'Esprit est en nous le signe certain de la création nouvelle qui, tout inachevée qu'elle soit, a déjà commencé (cf. Ga 6,15). Actualité du Christ crucifié, il est aussi en même temps actualité du Christ ressuscité. Non pas réalité de notre propre résurrection, mais garantie qu'elle aura lieu. Plus encore, possibilité de considérer que nous sommes morts avec le Christ, et vivants pour Dieu en lui (Rm 6,11) ; possibilité et permission de vivre, aujourd'hui, avec une entière assurance (Rm 8,18ss) ».
Daniel Marguerat rapporte la situation de l'Église primitive :

« L’apparition des quatre évangiles, dans le court espace de 30 ans (entre 65 et 95), trouve une explication dans la volonté de stabiliser la tradition de Jésus face aux débordements des prophètes chrétiens. […] À la position corinthienne qui réserve l’Esprit à une élite spirituelle, Paul réplique que tout croyant est charismatique. Tout croyant est habité par l’Esprit, traversé par l’Esprit, par le fait même qu’il énonce la confession de foi la plus élémentaire (1 Co 12,1-3). »

### La querelle du Filioque

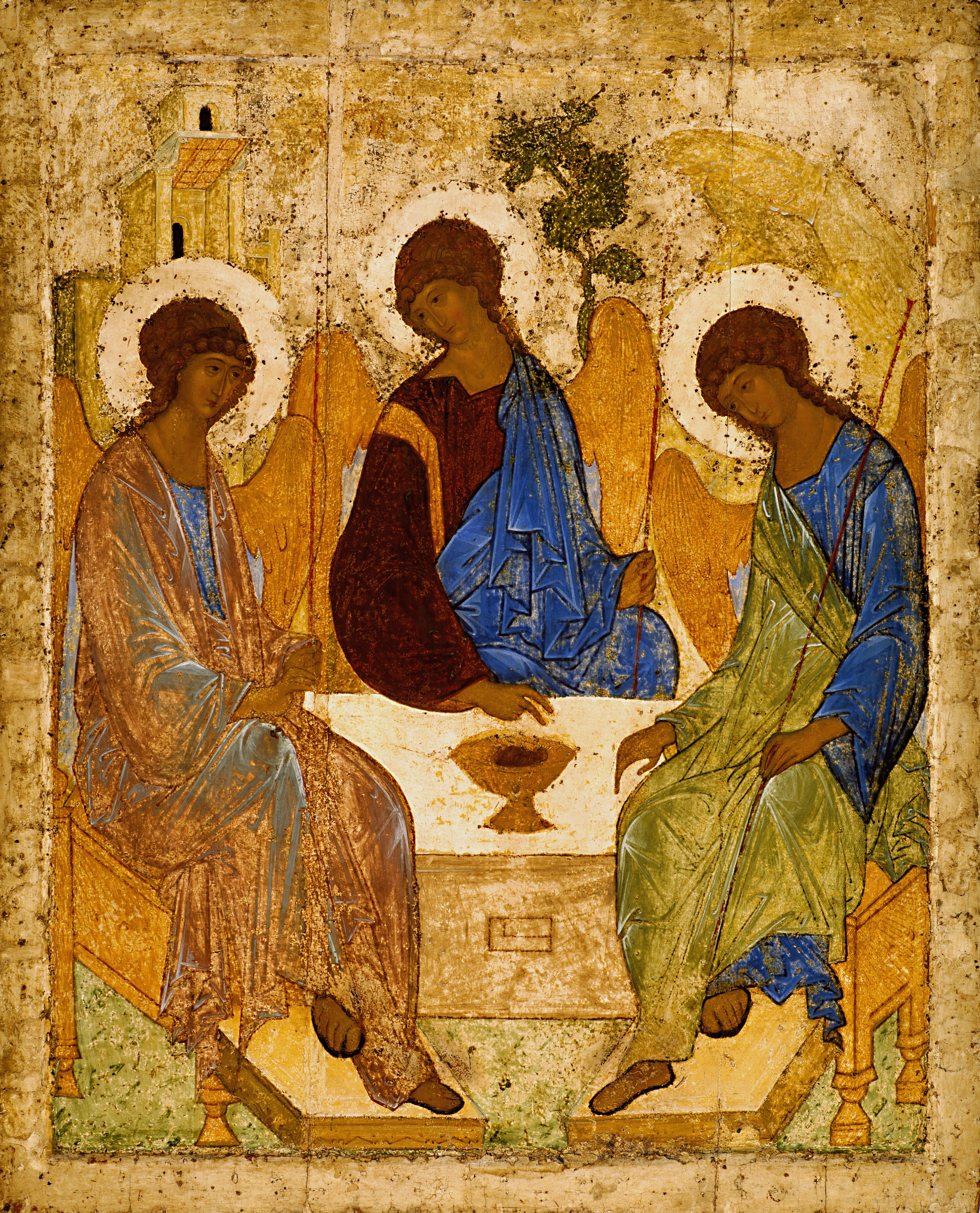
Icône de la Trinité d'Andreï Roublev (v. 1410-1427). Galerie Tretiakov, Moscou. L'Église orthodoxe insiste sur l'équivalence des trois personnes divines.

Le symbole de Nicée-Constantinople fixé par les conciles du IVe siècle affirme que le Saint-Esprit « procède du Père ». Or un ajout est effectué par Charlemagne : le Saint-Esprit procède du Père « et du Fils » (en latin : Filioque). « Je crois en l'Esprit saint, qui est Seigneur et qui donne la vie ; il procède du Père et du Fils. Avec le Père et le Fils, il reçoit même adoration et même gloire ; il a parlé par les prophètes ».
Ce différend sur la nature de l'Esprit-Saint, connu sous le nom de « querelle du Filioque », a été l'une des causes du Grand Schisme d'Orient en 1054.
Les orthodoxes estiment en effet que cette innovation est contraire à l'enseignement des Pères de l'Église, tandis que l'Église catholique, qui a adopté cette modification, déclare n'y voir que le développement d'un élément non explicite de la foi des Pères. Ce point est un obstacle majeur à la réconciliation de ces deux Églises.

### Périodes moderne et contemporaine
Ces périodes sont caractérisées par un morcellement des Églises. La Réforme remit en cause certains sacrements, dont la confirmation qui porte sur l'Esprit saint.
Dans la période contemporaine, on vit apparaître, surtout aux États-Unis, plusieurs Églises ou dénominations qui insistèrent sur la place de l'Esprit saint dans la vie personnelle du croyant, et sur les dons spirituels (charismes). C'est dans ce contexte que le pentecôtisme est apparu au début du XXe siècle. Elles donnèrent également lieu à des mouvements de Renouveau charismatique au sein du catholicisme (l'Emmanuel, le Chemin Neuf…).

## Confessions chrétiennes
Les manifestations de l'Esprit saint décrites dans le Nouveau Testament sont l'accomplissement de l'annonce faite par Isaïe (chapitre 11,2 du livre d'Isaïe). Avec la Cène, elle scelle une Nouvelle Alliance. Les dons de l'Esprit rappellent le Décalogue décrit dans la Première Alliance.
Les catholiques et les Églises orthodoxes insistent sur l'institution des apôtres et le fait que l'Église en tant qu'institution devient inspirée, fondant ainsi son autorité spirituelle. Les Églises évangéliques mettent l'accent sur le fait que chacun, recevant l'Esprit saint (1 Co 6:19 : « Votre corps est le temple du Saint-Esprit qui est en vous »), peut annoncer le message du Christ, qui est le critère de cette inspiration ; le même Esprit donne à l'Église les pasteurs et autres ministres dont c'est la fonction permanente.

### Église catholique
Le Catéchisme de l'Église catholique mentionne au n° 2672 : « L'Esprit saint, dont l'onction imprègne tout notre être, est le Maître intérieur de la prière chrétienne et l'artisan de la tradition vivante de la prière. »
Dans le catholicisme, l'Esprit saint est présent dans les sacrements.
L'Esprit saint est avant tout le don de Dieu qui cite : « Dieu est Amour » (1 Jn 4,8-16) et précise que l'Amour est le premier don qui contient tous les autres. Cet Amour, « Dieu l'a répandu dans nos cœurs par l'Esprit-Saint qui nous fut donné » (Rm 5,5).
C'est par cette puissance de l'Esprit que les enfants de Dieu peuvent porter du fruit. On doit distinguer les dons de l'esprit et les fruits de l'esprit. Thomas d'Aquin fait cette distinction dans la Somme théologique.
Dons de l'Esprit

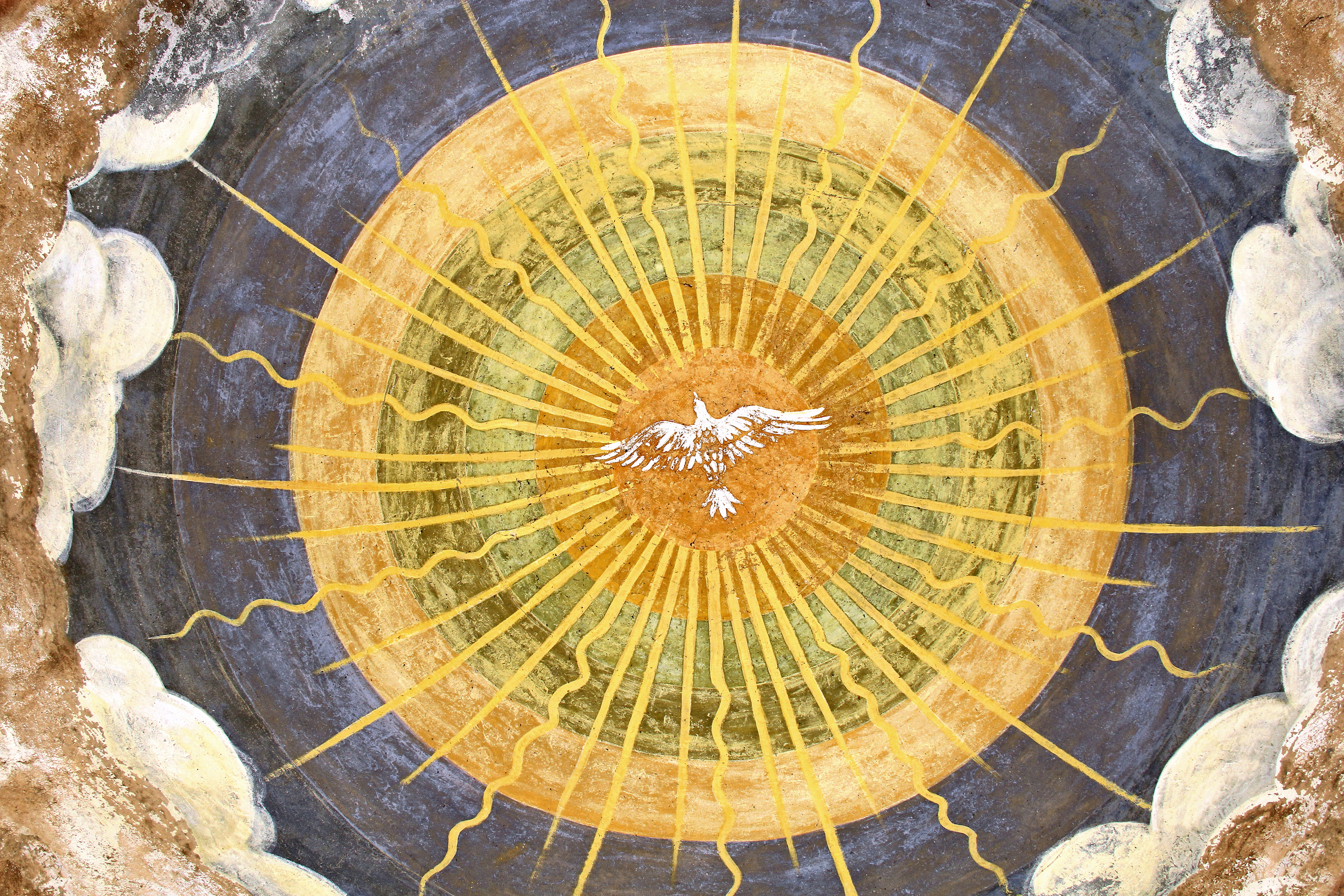
Fresque médiévale représentant le Saint-Esprit sous la forme d'une colombe, monastère de Žiča, Serbie.

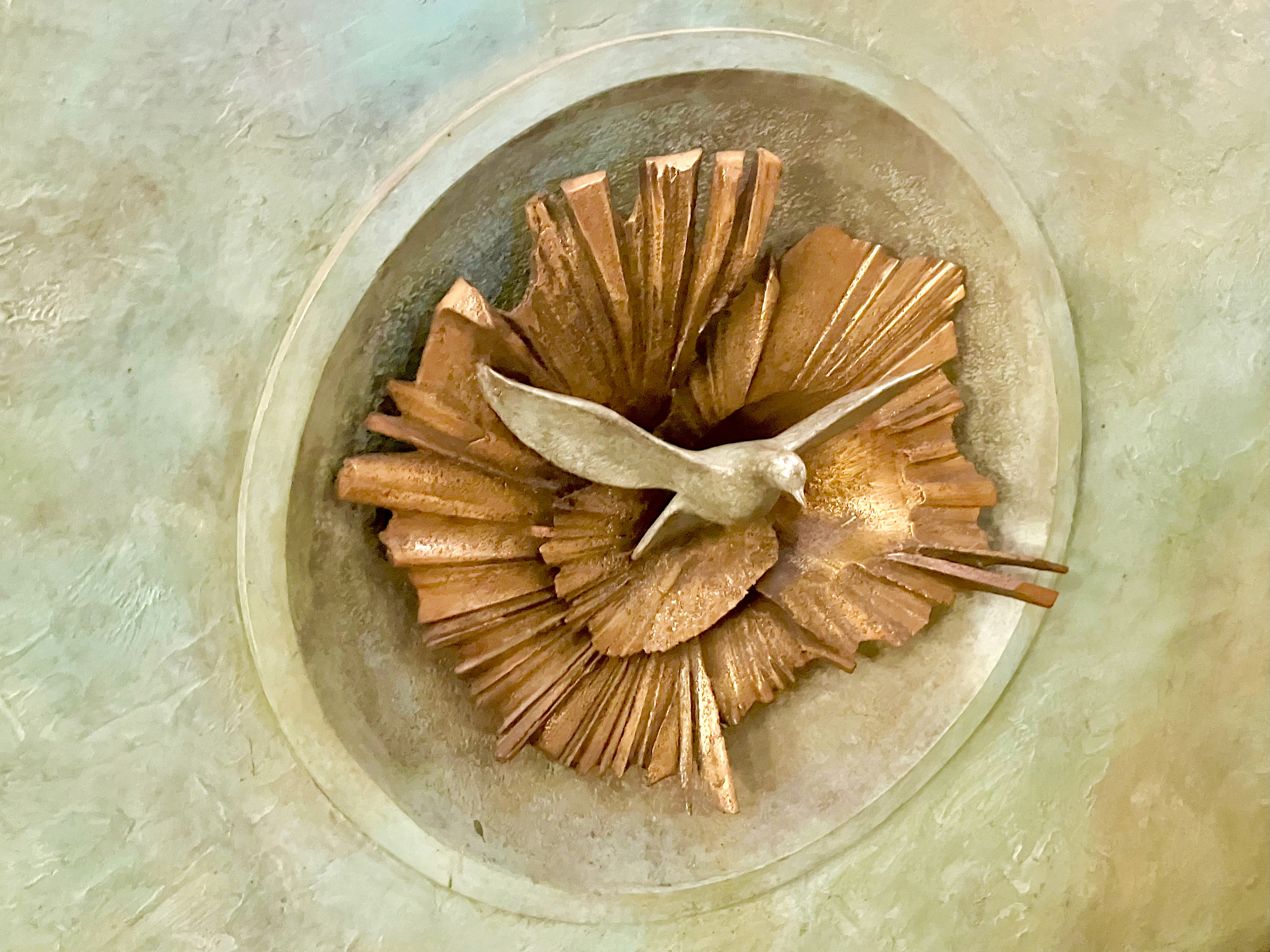
Sculpture représentant la colombe de l’Esprit Saint dans la cathédrale Saint-Pierre de Rennes.

L'Église catholique considère que les dons de l'Esprit sont reformulés en sept dons (six sont mentionnés dans le Livre d'Isaïe 2:2) :
- Sagesse ;
- Intelligence ;
- Conseil ;
- Force ;
- Science ;
- Piété ;
- Crainte de Dieu.

Fruit(s) de l'Esprit

Dans l'épître aux Galates 5, 22-23, saint Paul évoque le fruit de l'Esprit comme neuf qualités que forme en nous le Saint-Esprit : 

« Mais voici le fruit de l'Esprit : amour, joie, paix, patience, bonté, bienveillance, fidélité, douceur et maîtrise de soi. »

Selon le Catéchisme de l'Église catholique, les fruits de l’Esprit sont des perfections que forme en nous le Saint-Esprit comme des prémices de la gloire éternelle. La tradition de l’Église en énumère douze : « charité, joie, paix, patience, longanimité, bonté, bénignité, mansuétude, fidélité, modestie, continence, chasteté ».
Prières à l'Esprit saint
En usage dans le catholicisme, la prière à l'Esprit saint se fonde sur l'épître aux Romains 8, 26-27 : « Bien plus, l’Esprit saint vient au secours de notre faiblesse, car nous ne savons pas prier comme il faut. L’Esprit lui-même intercède pour nous par des gémissements inexprimables. Et Dieu, qui scrute les cœurs, connaît les intentions de l’Esprit puisque c’est selon Dieu que l’Esprit intercède pour les fidèles. »
Il existe de nombreuses prières à l'Esprit saint. Parmi les plus marquantes, on peut retenir le Veni Creator Spiritus, ainsi que le Veni Sancte Spiritus de la messe du dimanche de la Pentecôte, prière attribuée au pape Innocent III (1161-1216).

### Christianisme orthodoxe
Les orthodoxes invoquent l'Esprit saint dans une prière composée par les Pères de l'Église, afin que ce soit l'Esprit saint lui-même qui vienne communiquer l'état de la prière et prier en eux, à travers eux :
| « Roi Céleste, Consolateur, Esprit de vérité, Toi qui es partout présent et remplissant tout, Trésor de grâces et donateur de vie, Viens et fais ta demeure en nous, Purifie-nous de toute souillure Et sauve nos âmes, Toi qui es Bonté ! » | « Βασιλεῦ οὐράνιε, Παράκλητε, τὸ Πνεῦμα τῆς ἀληθείας, ὁ πανταχοῦ παρὼν καὶ τὰ πάντα πληρῶν, ὁ θησαυρὸς τῶν ἀγαθῶν καὶ ζωῆς χορηγός, ἐλθὲ καὶ σκήνωσον ἐν ἡμῖν καὶ καθάρισον ἡμᾶς ἀπὸ πάσης κηλίδος καὶ σῶσον, Ἀγαθέ, τὰς ψυχὰς ἡμῶν. » |

Pour les orthodoxes, le Saint-Esprit est la vie de l’Église, en lui se perpétue la présence de Dieu sur terre.

### Christianisme évangélique
Dans le christianisme évangélique, le Saint-Esprit est considéré comme étant pleinement Dieu. Il s’agit de la manifestation éternelle de Dieu dans la dimension humaine. C’est la présence de l’Esprit que Jésus a promise dans l’Évangile à ceux qui se convertiraient, attestée par les premiers témoins du Christ (Ac 2) . Tous les courants évangéliques considèrent que le Saint-Esprit est présent et œuvre dans les histoires personnelles de chaque croyant, ainsi que dans le devenir de l’Église universelle. Partie prenante de la conversion de l’individu, il est aussi considéré comme à l’origine de divers dons, qui varient beaucoup si l’on se base sur les écrits néotestamentaires, mais il est courant que les dénominations charismatiques mettent l’accent sur tel ou tel don de l’Esprit. Les dons du Saint-Esprit sont au nombre de neuf : les dons créatifs (écriture et arts), les dons pastoraux (encadrement et guidance des communautés), les dons apostoliques (prédication, enseignement), les dons prophétiques (prophétie dans ses diverses formes), les dons prodigieux (prodiges et miracles). Le christianisme évangélique, particulièrement dans les courants pentecôtisme, mouvement charismatique évangélique, mouvement néo-charismatique, met une emphase sur l’Esprit et son action dans les vies humaines et dans l’Église,,,,,.
Le christianisme évangélique a deux conceptions du baptême du Saint-Esprit, celle d'une expérience liée à la nouvelle naissance et celle d'une deuxième expérience, après la nouvelle naissance. Les signes du baptême du Saint-Esprit diffèrent selon les mouvements.

### Pentecôtisme

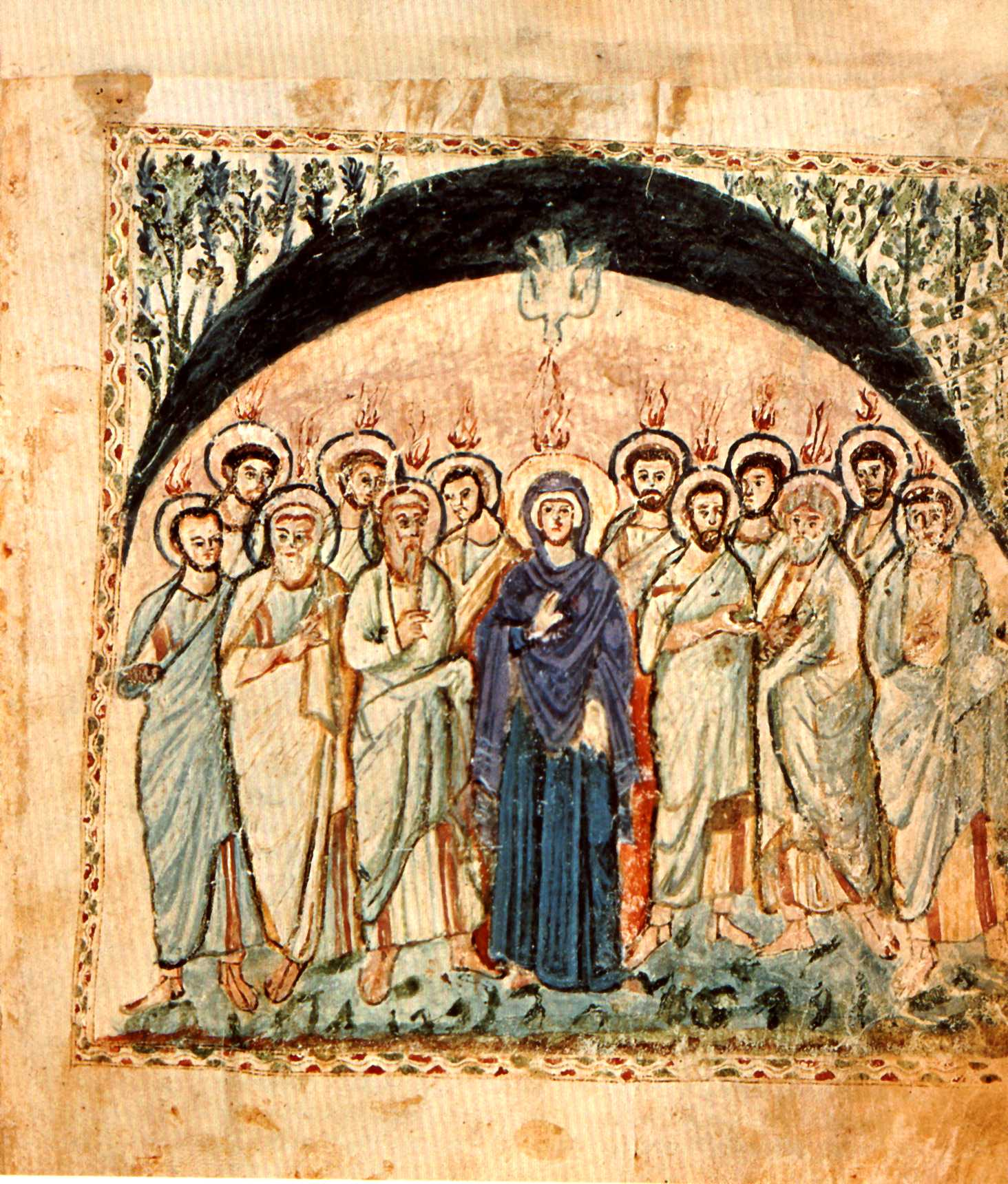
La Pentecôte, miniature des Évangiles de Rabula, 586.

Pour les pentecôtistes, tous les chrétiens de conversion ont besoin d'être baptisés du Saint-Esprit ou remplis du Saint-Esprit, avec le « signe preuve » selon Actes 2,4, du parler en langues ou glossolalie. 
Le parler en langues, ou glossolalie, est pratiqué par le mouvement pentecôtiste et le mouvement charismatique évangélique. Il ne figure pas en tant que tel dans les dons indiqués par le catéchisme catholique, mais est reconnu dans les mouvements catholiques du Renouveau charismatique, mais aussi chez les protestants persécutés des Cévennes après la révocation de l'édit de Nantes : « J'ai vu plusieurs personnes de l'un et de l'autre sexe, qui dans l'extase prononçaient certaines paroles que les assistants jugeaient être une parole étrangère. Ensuite ceux qui parlaient déclaraient quelquefois ce que signifiaient les paroles qu'ils avaient prononcées ».
En dehors de cet aspect, les pentecôtistes croient comme tous les chrétiens protestants, catholiques ou orthodoxes que le Saint-Esprit est la troisième personne de la Trinité divine. Le Saint-Esprit habite le corps de tout chrétien né de nouveau (Jn 3,3 ; 1 Co 6,19).

## Représentations de l'Esprit saint

### Symboles

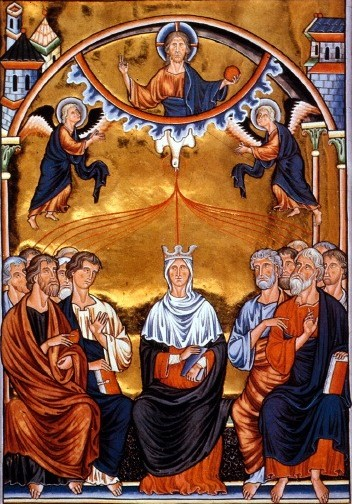
Le Saint-Esprit sous l'aspect de la colombe et de ses langues de feu lors de la Pentecôte, Psautier d'Ingeburge (v. 1200), musée Condé, Chantilly.

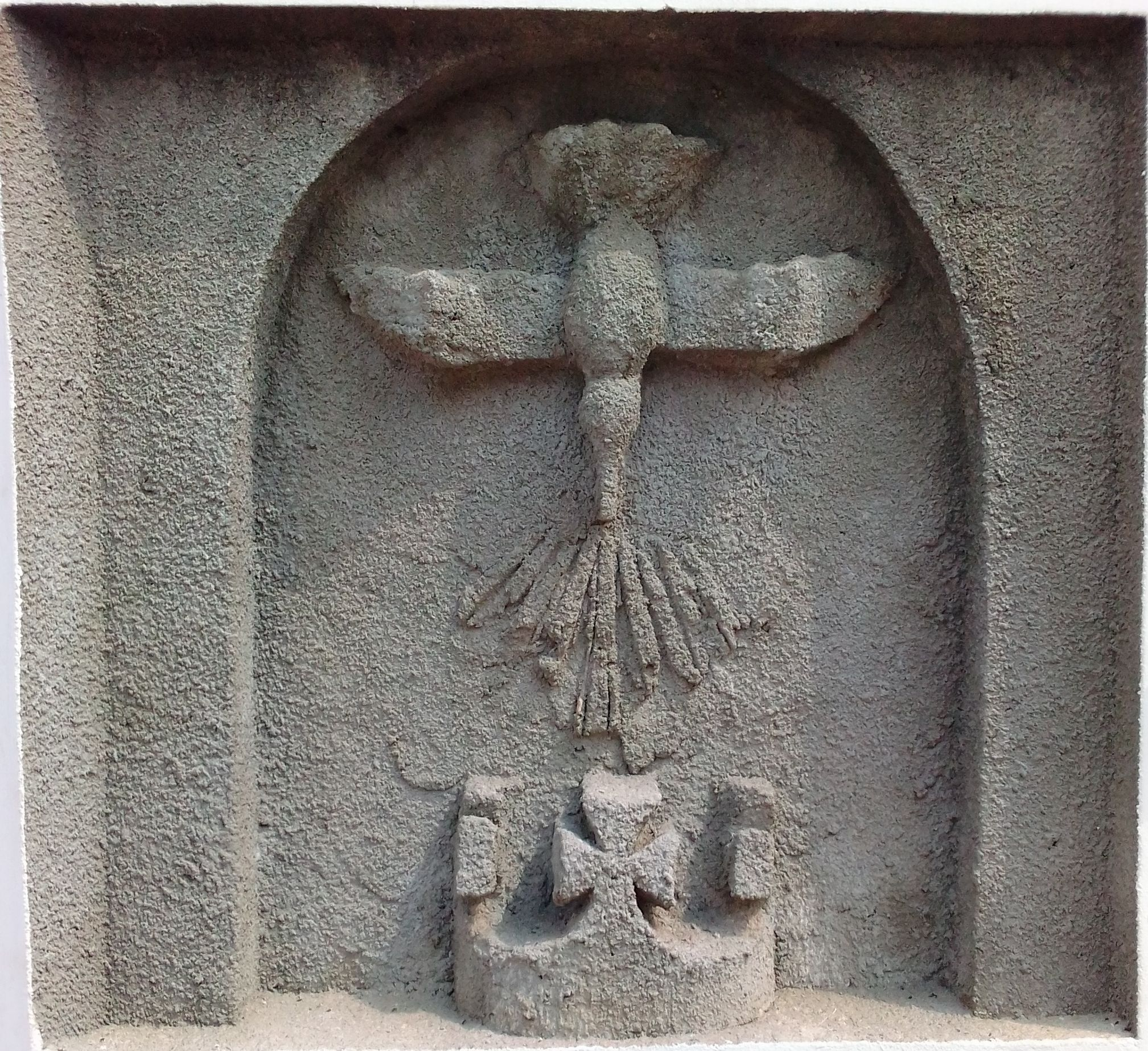
Le Saint-Esprit sous l'aspect de la colombe et de ses langues de feu, art igbo, Onitsha, Nigeria.

Dans le Nouveau Testament, l'Esprit saint est représenté par divers symboles dont les plus connus sont la colombe (Mc 1:10) et les langues de feu (Ac 2:2-3)…
Les symboles de l'Esprit Saint sont :
- l'eau (Jn 4,10-14)
- l'onction : l'Esprit saint agit à travers l'onction lors des sacrements du Baptême, de la Confirmation, Ordination et de l'onction des malades (dans l'Église catholique, les Églises orthodoxes et anglicane) ;
- Le feu (Lc 3,16 ; 12,49; Ac 2,3-4); le(a) chrétien(ne) = celui, celle qui a réellement donné sa vie, son cœur à Jésus (= conversion de l'âme), reçoit ensuite le baptême de feu (le baptême du Saint-Esprit) (Lc 3,16 ; Ac 2,3-4)
- la nuée et la lumière : ces deux symboles sont inséparables dans les manifestations de l'Esprit saint. Ils sont apparus lors de la Transfiguration « Celui-ci est mon Fils, mon Élu, écoutez-le »,(Lc 1,17 ; 9,4-35) ;
- le sceau (Jn 6,27 ; 2 Cor 1,22 ; Ep 1,13 ; 4,30)
- la main (Ac 8,17-19 ; 13,3 ; 19,6) ;
- le doigt (Ex 31,18 ; Lc 11,20) ;
- la colombe (Gn 8,8-12 ; Mt 3,16).

### Directives de l'Église catholique
En 1628, le pape Urbain VIII interdit de représenter le Saint-Esprit sous une forme humaine, par exemple comme l'époux de Marie. Benoît XIV ajoute en 1745 que le Saint-Esprit ne doit être représenté que sous la forme d'une colombe.

### Peinture et sculpture
L'Esprit saint est souvent représenté comme une colombe, du fait que le Nouveau Testament le présente sous cette forme lors du baptême de Jésus dans le Jourdain. Par exemple, dans de nombreuses peintures de l'Annonciation, l'Esprit saint est symbolisé par une colombe, qui représente l'annonce de la conception de Jésus à la Vierge Marie par l'ange Gabriel.
Cette colombe est aussi à mettre en rapport avec celle qui apporta une branche d'olivier à Noé après le Déluge, et les traditions rabbiniques selon lesquelles les colombes au-dessus de l'eau signifient la présence de Dieu.
Les Actes des Apôtres décrivent l'Esprit saint descendant sur les apôtres à la Pentecôte sous la forme d'un souffle et d'une langue de feu qui se pose sur leurs têtes. En fonction de ce récit, l'Esprit saint est quelquefois symbolisé par une langue de feu.

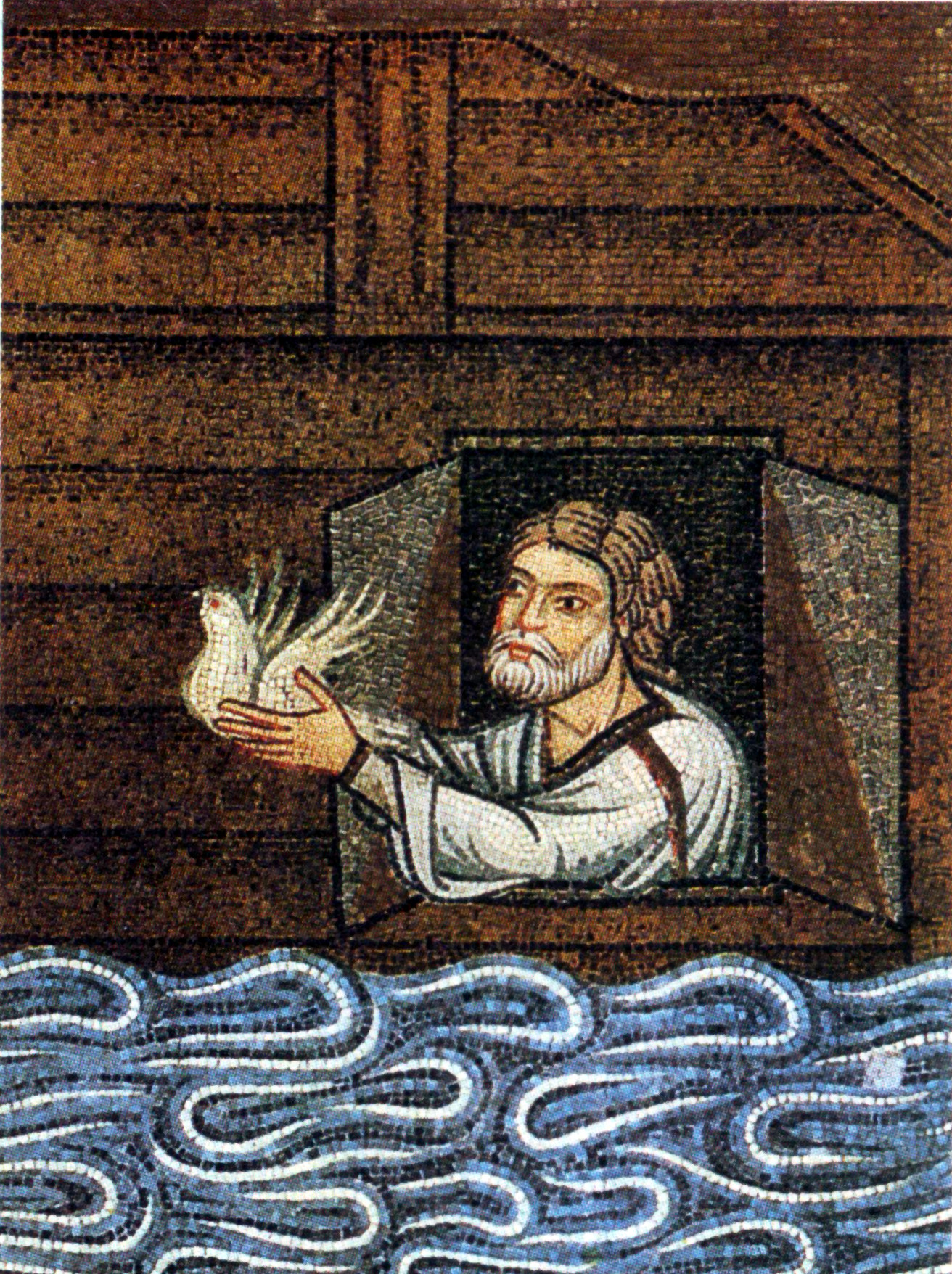
Mosaïque de Noé (XIIe / XIIIe siècles).
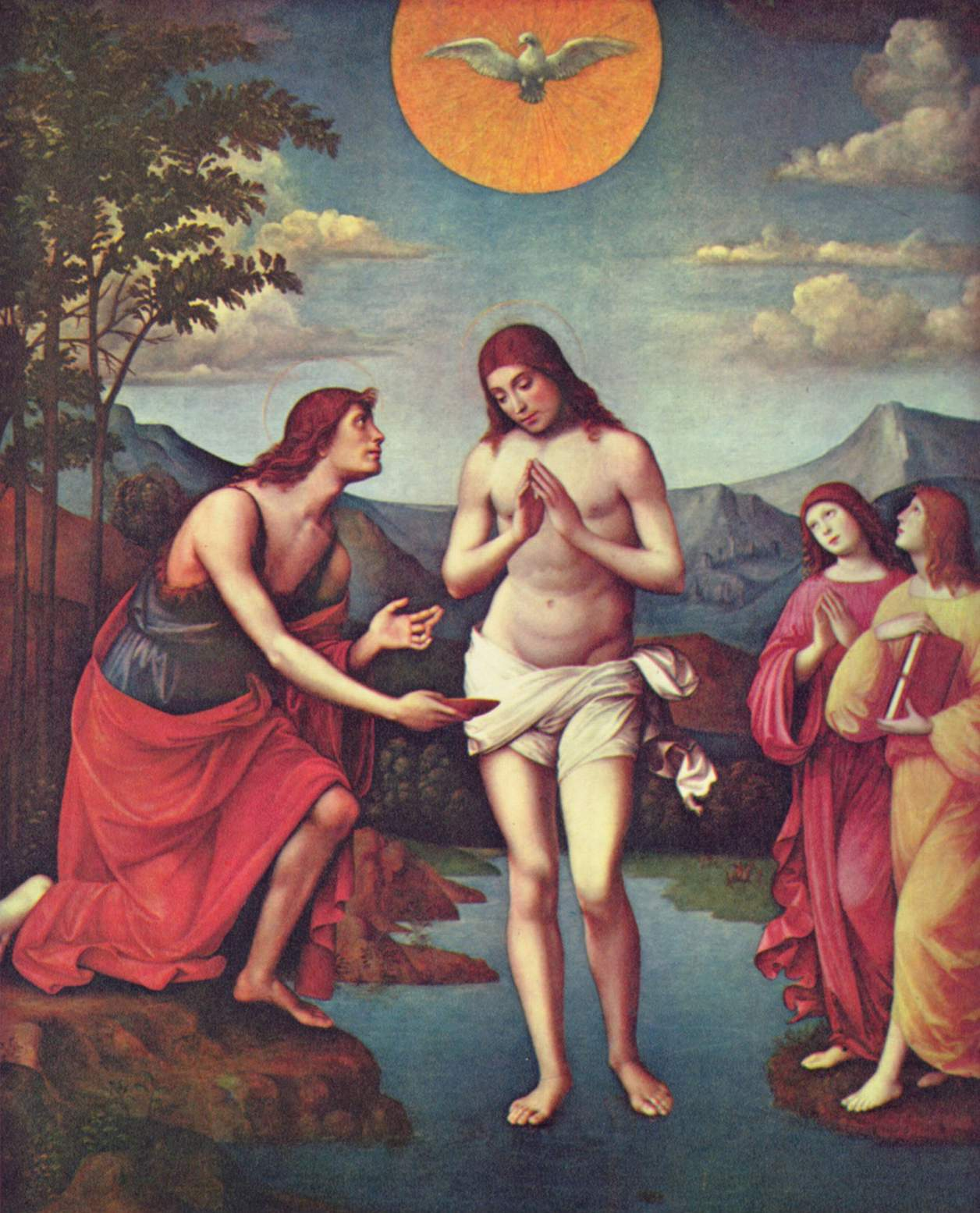
Le Baptême du Christ, Francesco Francia.
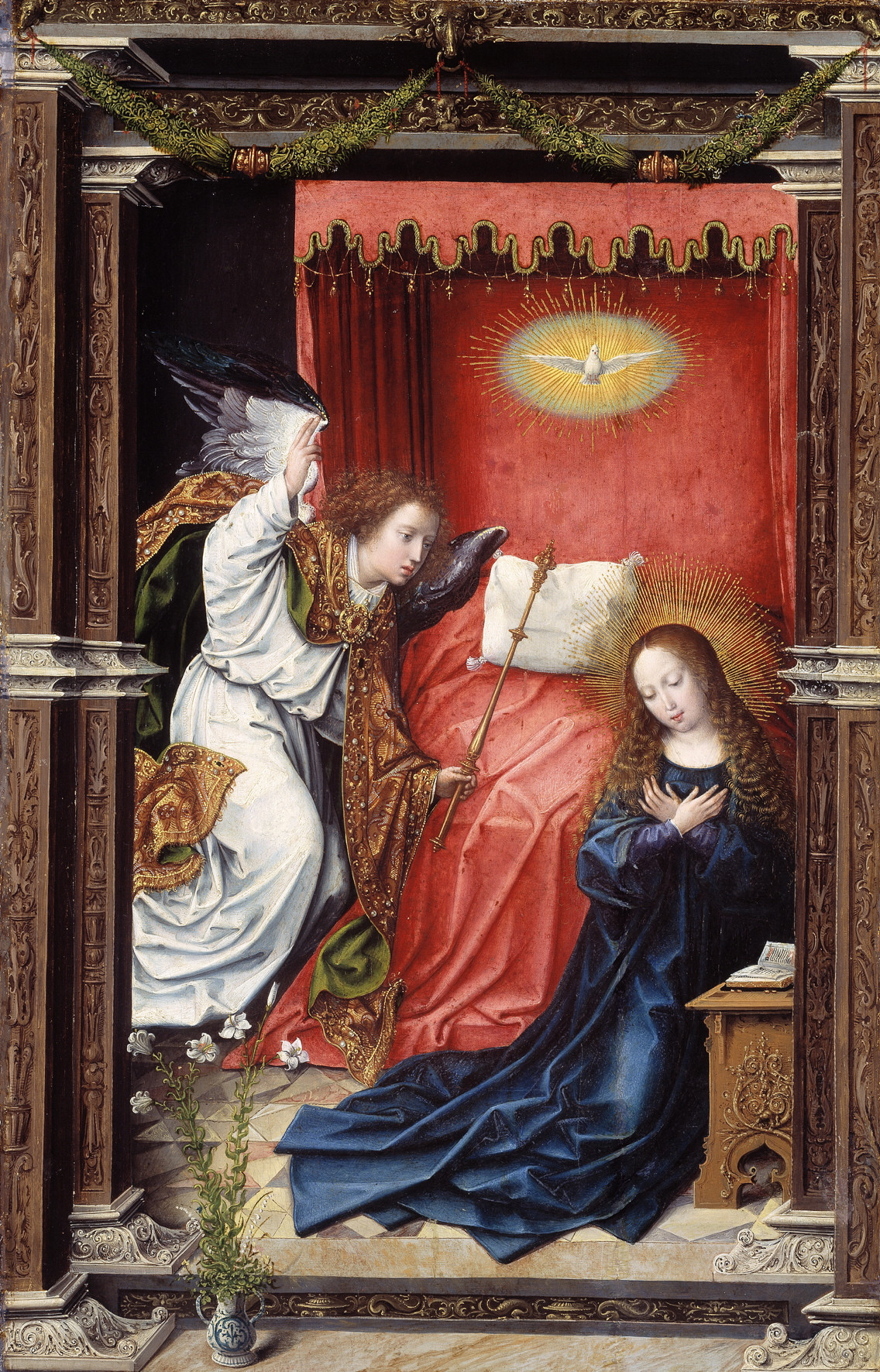
L'Annonciation de Bernard van Orley, v. 1518.
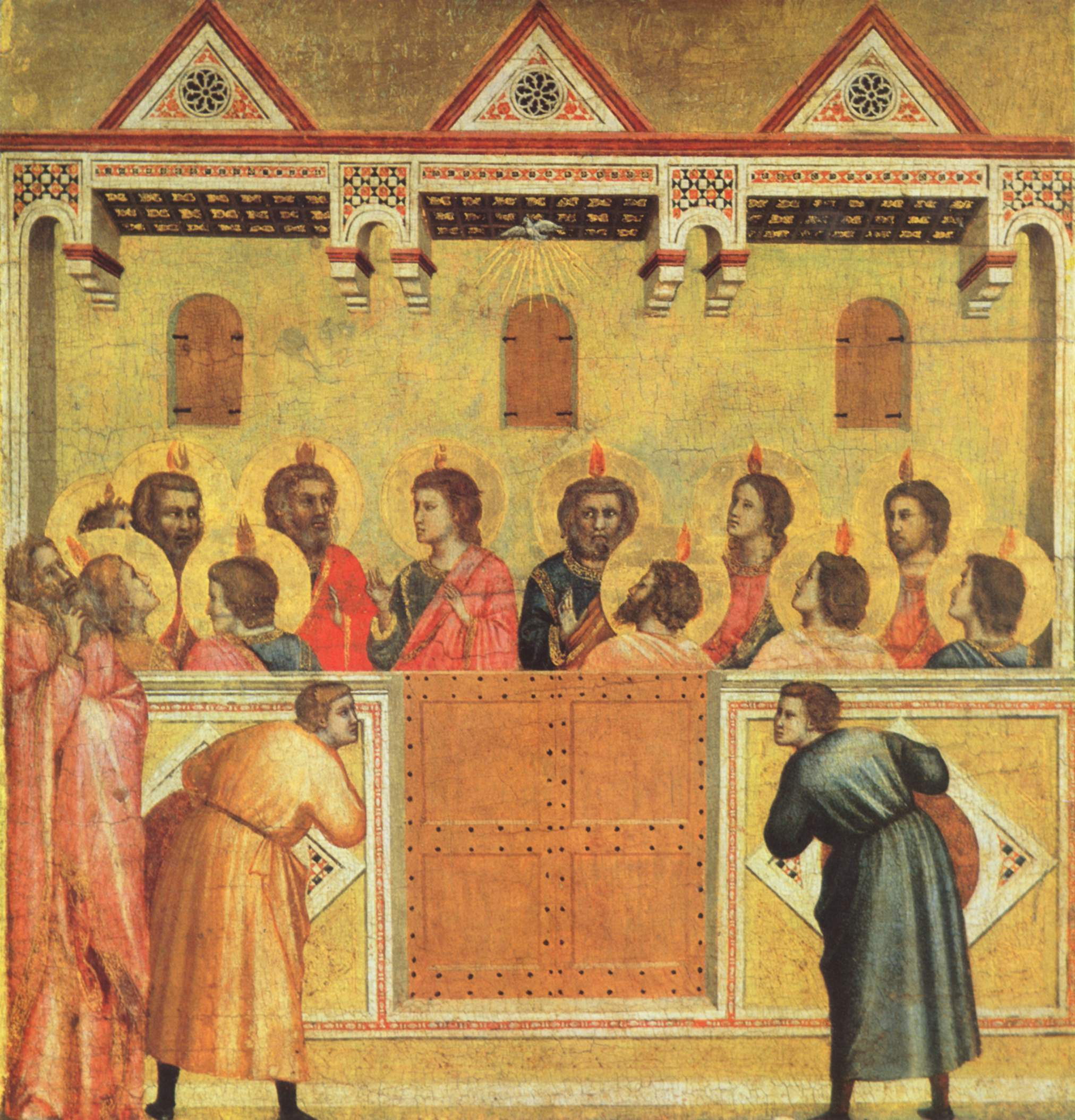
La Pentecôte, Giotto.
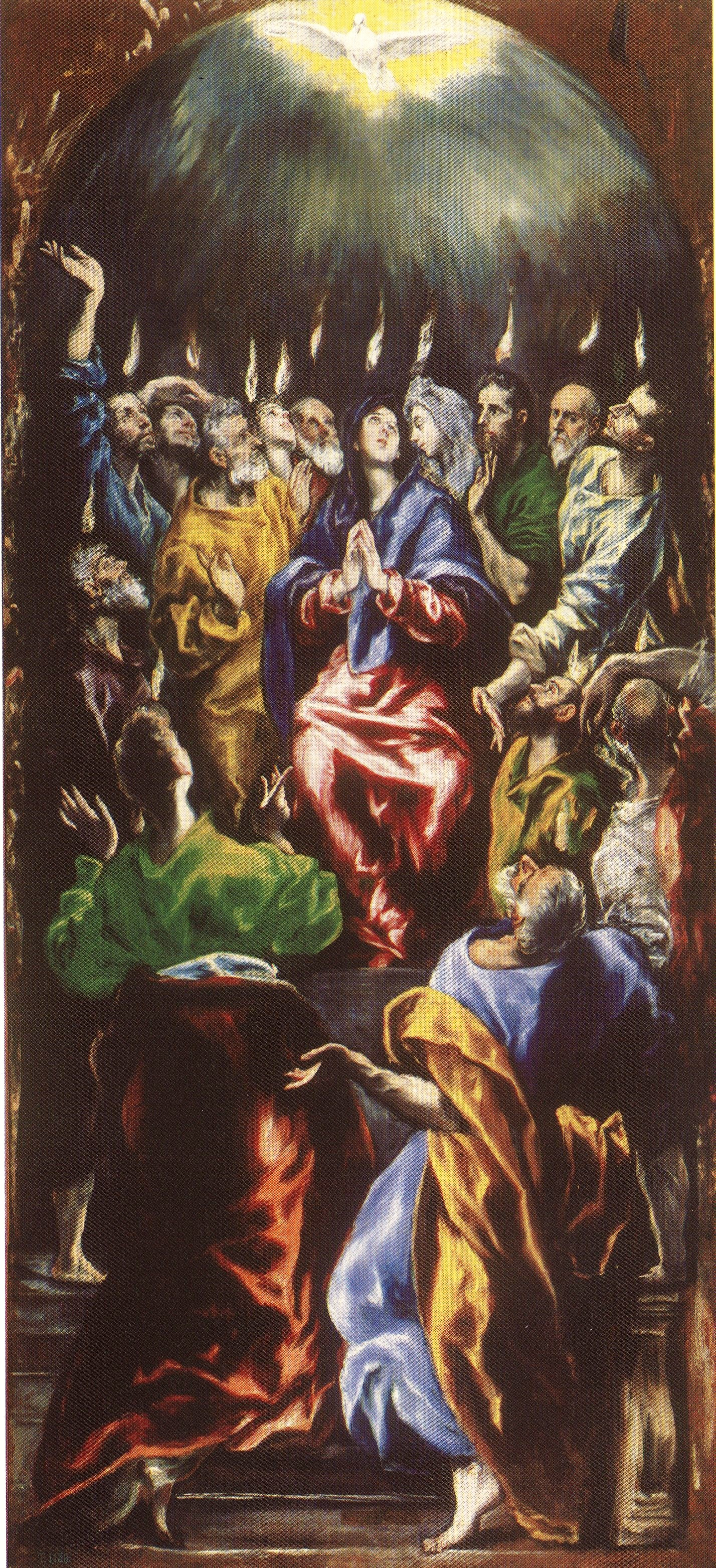
La Pentecôte, Le Greco.

### En musique
L'hymne Veni Creator Spiritus est chanté à la Pentecôte. Il comporte sept strophes qui symbolisent les sept dons traditionnels de l'Esprit saint. Il est attribué à Raban Maur (776-856). Cette hymne est chantée aux vêpres, à la Pentecôte, à la dédicace d'une église, à la confirmation, et à l'ordination sacerdotale, et à chaque fois que l'Esprit saint est solennellement invoqué. Une indulgence partielle est accordée au fidèle qui le récite. Une indulgence plénière est accordée s'il est récité le 1er janvier ou à la fête de la Pentecôte.
Marc-Antoine Charpentier a composé vers 1690 3 motets pour le Saint-Esprit : Veni Creator H 362 pour 3 voix et basse continue, 2 Veni Sancte Spiritus (H 364 H 364 a) et H 366 pour 3 voix et basse continue. Il a composé, à la fin des années 1680, un Veni Creator pour un dessus seul pour le catéchisme H 70 pour 1 voix et basse continue.
Charles d'Ambleville a composé un Veni Creator pour 4 voix mixtes. Henry du Mont a composé un Veni Creator à 4 voix mixtes, si bémol majeur, publié en 1652.
On citera également le Veni Sancte Spiritus de Mozart.

## L'EspritRuhet l'islam
L'expression « Esprit saint » (روح القدس, Ruh al-qudus) est présente quatre fois dans le texte coranique. Elle est connue à l'époque pré-islamique et proviendrait du syriaque rwh d-qudsha, qui désigne le Saint-Esprit dans cette littérature chrétienne. Dans le texte coranique, l’intermédiaire classique de la révélation du Coran est l’Esprit, ruh. Celui-ci est une aide pour les prophètes et un « bienfait de Dieu transmettant son pouvoir ». Dans le texte coranique, l'Esprit est associé au souffle divin (Création de l'Homme ou de Jésus) mais aussi à la Parole de Dieu. Pour Merad, la présence du Ruh appliqué uniquement à Adam et à Jésus « laisse pressentir une nature spirituelle infiniment plus éminente que ne le sont les natures communes ».
Les commentateurs du Coran considèrent que le Ruh, l’Esprit, désigne l'ange Gabriel. Pour Jacqueline Chabbi, « il n’y a aucune raison d’admettre l’assimilation faite par certains savants entre le ruh et Gabriel ». Ce ruh est une figure d'« ascendance biblique ». Pour Dye, le terme Ruh est « très polysémique » et à propos de la sourate 17, « Rūḥ ne désigne pas ici le souffle de vie (Q 15:28), l’ange Gabriel (Q 19:17), ou le contenu du message inspiré (Q 42:52), mais bien plutôt l’esprit de Dieu censé parler à travers les propos du prophète (à rapprocher, bien sûr, de l’Esprit saint…) ». Pour Toorawa, si l’association avec Gabriel n’est pas impossible, elle paraît improbable. Un passage du Coran (XVII, 85) semble même exclure l’assimilation de Gabriel au ruh. Cette mention du Ruh, dans la sourate 17 semble être conforme à une conception classique de l'Antiquité, « une seule et même essence divine, l’Esprit saint, s’est personnifiée dans les prophètes ou les a inspirés, jusqu’à trouver en Christ sa révélation pleine et entière ». Cette attribution tardive à Gabriel, niant l’évolution du texte, participe à un « effacement de la temporalité du texte (…) récurrent dans l’exégèse musulmane médiévale ».
Le terme « Paraclet » a connu une fortune particulière dans l'apologétique musulmane. Alors que la tradition chrétienne a interprété l'annonce, dans les Évangiles, de la venue du Paraclet comme étant celle de l'Esprit saint, certains musulmans y voient celle du prophète Mahomet. Pour cela, ils se basent sur deux « détournements linguistiques », le premier faisant lire dans le texte syriaque de Jean la racine nhm du terme syriaque comme étant associé à la racine hmd (la même que Mahomet) alors qu'elles n'ont que deux lettres en commun et dans un ordre différent. L’apologétique musulmane a aussi transcrit le terme parakletos (en grec ancien : Παράκλητος) par le mot « periklutos », (en grec ancien : περικλυτός) modifiant le sens original d'« avocat » en celui de « loué », le « glorieux », sens du terme « Mohamed » ou particulièrement Ahmad (Cor.LXI. 6.), en arabe. Cependant, il n'est jamais fait mention de ce terme dans les manuscrits de la Bible en langue grecque et une association de ces termes « reviendrait à traiter une langue indo-européenne (le grec ancien) comme une langue sémitique » dans laquelle primeraient les consonnes et où les voyelles seraient variables, ce qui est inexact,. « L’histoire du texte et ḍes traductions de l’Évangile, jointe au fait que le mot periklutos n’était pas courant en grec contemporain, montre que c’est impossible ».

## Bouddhisme
Selon certains auteurs, comme Soho Machida de Princeton University ou Thich Nhat Hanh, des similarités peuvent être trouvées entre le Saint-Esprit et le Dharma des bouddhistes,,.

#### Études
Judaïsme
- Odette Mainville, « De la rûah hébraïque au pneuma chrétien : Le langage descriptif de l’agir de l’esprit de Dieu », Théologiques, vol. 2, no 2,‎ octobre 1994, p. 21-39 (lire en ligne)

Christianisme
Par ordre alphabétique de nom d'auteur :
- Benoît Andreu, o.s.b., « L'Esprit-Saint, maître de silence », Nouvelle Revue théologique, vol. 133, no 4,‎ 2011, p. 584-600 (lire en ligne)
- Giuseppe Bentivegna, s.j., « L'effusion de l'Esprit saint chez les Pères latins », Nouvelle Revue théologique, vol. 115, no 1,‎ 1993, p. 19-39 (lire en ligne)
- Yves Congar, Je crois en l'Esprit Saint, éditions du Cerf, mai 1995
- Yves Congar, Esprit de l'homme, esprit de Dieu, éditions du Cerf, 1998
- André Corten, « La glossolalie dans le pentecôtisme brésilien. Une énonciation protopolitique », Revue française de science politique, vol. 45ᵉ année, no 2,‎ 1995, p. 259-281 (lire en ligne)
- René Coste (préf. cardinal Roger Etchegaray), L'évangile de l'Esprit. Pour une théologie et une spiritualité intégrantes de l'Esprit saint, Cerf, mai 2006
- Pierre Gisel, « Promesses et risques d’une théologie du Saint-Esprit », Laval théologique et philosophique, vol. 48, no 3,‎ octobre 1992, p. 351-366 (lire en ligne).
- Jean Richard, « Pour une théologie de l’Esprit-Saint », Laval théologique et philosophique, vol. 36, no 1,‎ 1980, p. 47-75 (lire en ligne)
- Françoise Schmitt : L'esprit dans l'Ancien Testament, paroisse de Saint Germain l'Auxerrois, conférence du 15 janvier 1998
- Gabriel Tchonang, « L’esprit saint dans l’orthodoxie et le pentecôtisme : étude comparative », Revue des sciences religieuses, vol. 82, no 3,‎ 2008, p. 401-418 (lire en ligne).

#### Enseignement des papes
- Jean-Paul II, L'Esprit Saint, le Seigneur qui donne la vie. Lettre encyclique, janvier 1986
- Jean-Paul II, Je crois en l'Esprit Saint : la Pentecôte. Catéchèse sur le Credo, VI, septembre 1992
- François, Les 7 dons de l'Esprit Saint, éditions Emmanuel, mars 2015, 47 p.

#### Sources anciennes
- Basile de Césarée (préf. Benoît Pruche, o.p.), Traité du Saint-Esprit, Paris, Cerf, coll. « Sources chrétiennes n°17 », 1947 (présentation en ligne)
- Bonaventure, Les Sept Dons du Saint-Esprit, éditions du Cerf, juin 1997
- L'Esprit Saint dans la Bible, juin 1985, éditions du Cerf

#### Zoroastrisme
- Le Zoroastrisme par Paul Du Breuil, coll. « Que sais-je ? »
- L'Avesta, Zoroastre et le mazdéisme par Abel-Alexandre Holevacque